# Intermission (film)
Intermission (o interMission) è un film del 2003 diretto da John Crowley, con Colin Farrell e Cillian Murphy.
Girata con uno stile quasi documentaristico, la pellicola si compone d'una nutrita serie di storie tra loro interconnesse narrate non linearmente.

## Trama
Storie, coincidenze, crimini e amori si intrecciano nella capitale irlandese: tra i personaggi principali troviamo Lehiff, un piccolo ladruncolo, Jerry, rude poliziotto un po' anarchico che tenta di fare carriera, John, giovane romantico, innamorato di Deirdre che lo ha lasciato per stare con un direttore di banca sposato. Per riconquistare l'amore della sua vita, John lascia il suo lavoro al supermarket e si unisce a Lehiff; ma gli eventi prenderanno una piega del tutto inaspettata.

## Personaggi e interpreti
- Lehiff, interpretato da Colin Farrell
- Sally, interpretata da Shirley Henderson
- Deirdre, interpretata da Kelly Macdonald
- Jerry Lynch, interpretato da Colm Meaney
- John, interpretato da Cillian Murphy
- Karen, interpretata da Barbara Bergin
- Sam, interpretato da Michael McElhatton
- Mick, interpretato da Brían F. O'Byrne
- Noeleen, interpretata da Deirdre O'Kane
- Maura, interpretata da Ger Ryan
- Oscar, interpretato da David Wilmot

Inoltre, fanno parte del cast anche Pat Laffan (Charlie O'Brien), Ruth McCabe (Celia), Tomás Ó Súilleabháin (Ben Campion), Owen Roe (Mr. Henderson) e John Rogan (Alfred). Conleth Hill interpreta Robert, mentre Simon Delaney ha il ruolo di Bill. Tra i vari ruoli minori si ricordano anche Kerry Condon come cameriera del café, Neilí Conroy (Helen), Tom Farrelly (George) e Rory Keenan (Anthony Lowry).

## Slogan promozionali
- «Life is what happens in between.»
- «La vita è l'ultima a morire.».

## Riconoscimenti
- British Independent Film Awards 2004
  - Premio Douglas Hickox